# Kolonia Pilczyca
Kolonia Pilczyca (do 31.12.2012 Pilczyca-Kolonia) – wieś w Polsce położona w województwie świętokrzyskim, w powiecie włoszczowskim, w gminie Kluczewsko.
W latach 1975–1998 miejscowość należała administracyjnie do województwa piotrkowskiego.